# Morte di Gesù negli studi antropologici

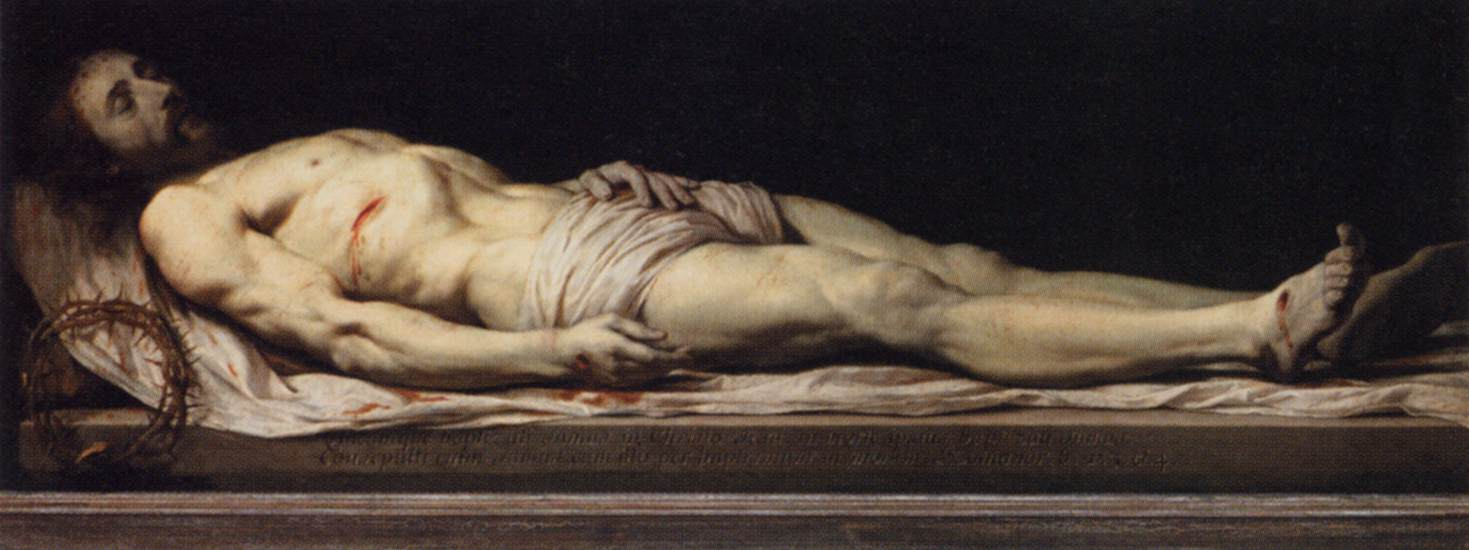
Cristo Morto Dipinto di Philippe de Champaigne, prima del 1654, Louvre, Parigi

La morte di Gesù entra nel campo di interesse dell'antropologia delle religioni quand'essa focalizza la sua attenzione ai sistemi di rappresentazione ed ai sistemi simbolici.

## Morte di Gesù come elemento di differenziazione del cristianesimo
Lo storico ed antropologo italiano Ernesto De Martino (nel saggio Mito, scienze religiose e civiltà moderna contenuto nel libro Furore Simbolo Valore, 1962) individua nel sacrificio di Cristo l'argomento di fede che maggiormente differenzia il Cristianesimo dalle altre religioni; in esse il mito fondante è posto prima del tempo o fuori dal tempo, e non nella storia, anzi al centro della storia umana. 
 
La figura di Gesù non appartiene tout court alla trascendenza, non si colloca ai primordi della creazione o come potenza metafisica che governa il mondo; al contrario, egli partecipa alla storia dell'uomo proprio perché partecipa alla sofferenza umana, ed in essa dissolve la sua trascendenza.
Può essere significativo, a questo riguardo, evidenziare come Giovanni Paolo II (lettera apostolica Salvifici Doloris, 1984) affermi che: 
"Cristo, infatti, non risponde direttamente e non risponde in modo astratto a questo interrogativo umano circa il senso della sofferenza...ma prima di tutto dice: «Seguimi!». Vieni! Prendi parte con la tua sofferenza a quest'opera di salvezza del mondo, che si compie per mezzo della mia sofferenza! Per mezzo della mia croce. Man mano che l'uomo prende la sua croce, unendosi spiritualmente alla croce di Cristo, si rivela davanti a lui il senso salvifico della sofferenza".
I sistemi simbolici connessi al sacrificio di Gesù (che hanno trovato risalto anche nella produzione artistica attraverso le immagini della Crocifissione, della Deposizione dalla croce e del Compianto del Cristo morto ) diventano così elementi che rinnovano nei credenti la fede e l'impegno per la salvezza dell'uomo nel nome di Cristo.

## Elaborazione del lutto ed il pianto rituale antico
Lo stesso De Martino (in Morte e pianto rituale. Dal lamento funebre antico al pianto di Maria, 1958), affronta il senso della morte di Cristo in rapporto alla condizione esistenziale dell'uomo nel mondo e al momento traumatico della esperienza della morte dei propri cari. Di fronte alla "crisi del cordoglio" che può portare al crollo esistenziale, emerge l'esigenza di elaborare culturalmente il lutto, nella forma socialmente codificata del rito.
La consolazione offerta dal credo religioso riconduce a forme sopportabili la carica drammatica del lutto, riferendola simbolicamente alla morte tragica di Cristo sulla croce, forme che consentono di ritrovarsi uguali nel dolore, ma che diventano anche promessa di resurrezione. 

De Martino indaga la persistenza, nelle realtà marginalizzate della Lucania, del pianto funebre, rito antichissimo e diffuso prima del Cristianesimo  in tutta l'area mediterranea. Anche il pianto rituale nasce a fronte della crisi del cordoglio e della esigenza di elaborare culturalmente il lutto, destorificando l'evento luttuoso, soggettivamente vissuto, per riportarlo ad una dimensione mitico-rituale.
Sebbene il Cristianesimo abbia precocemente, già con i Padri della Chiesa, assunto una posizione di netta condanna del pianto funebre tradizionale,  forme di sincretismo sono visibili non solo nelle situazioni di sopravvivenza del rito antico nel mondo cristiano mediterraneo, ma anche nelle più sofisticate elaborazioni via via avvenute in campo letterario (vedasi la celebre "Lauda" di Jacopone da Todi, Donna del Paradiso) o in campo artistico (vedasi la figura della Maddalena nella Crocifissione di Masaccio al museo nazionale di Capodimonte e vedansi soprattutto le tanti raffigurazioni drammatiche del Compianto, come quella di Giotto nella Cappella degli Scrovegni). 

Le figure femminili raffigurate sulla scena della morte di Gesù (la Madre e, in particolar modo, la Maddalena) appaiono come trait d'union tra la forma antica di elaborazione del lutto e quella proposta dalla religione cristiana. Scrive a questo riguardo l'antropologo Marcello Massenzio "La Mater dolorosa tocca le corde della crisi del cordoglio, ma non si arresta a questo livello: il suo compito è quello di assumere tale crisi al fine di mutarla di segno, aprendola nella prospettiva cristiana del riscatto".